# Dybbøl

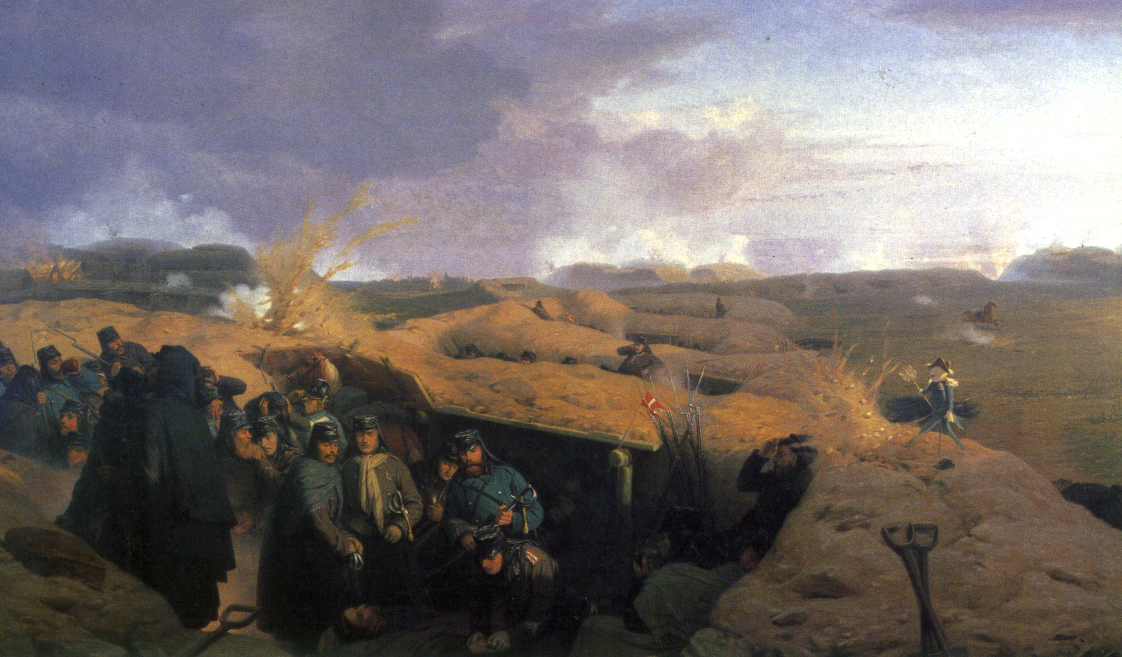
Slaget vid Dybbøl 1864.

Dybbøl (tyska: Düppel) är en tätort i Sønderborgs kommun i Region Syddanmark i Danmark. Tätorten har 2 357 invånare (2024). Den ligger på halvön Sundeved vid Alssundet på Jylland, cirka 4,5 kilometer väster om Sønderborg. Mellan Alssundet och Dybbøl höjer sig landet 72 meter och bildar Dybbøl Banke, vilken sluttar sakta mot sundet i öster och mot norr men är ganska brant mot väster och mot Vemmingbundfjärden i söder.
Vid Dybbøl Banke utkämpades slag under både slesvig-holsteinska kriget 1848–1850 och dansk-tyska kriget 1864.